# Campeonato mundial A de hockey patines masculino de 1991
El XXX Campeonato mundial de hockey sobre patines masculino se celebró en Oporto y Braga (Portugal), entre el 19 de julio y el 27 de julio de 1991. 
En el torneo participaron las selecciones de 12 países repartidas en la primera ronda en 2 grupos de 6 cada uno.
La final del campeonato fue disputada por las selecciones de Portugal y Países Bajos. El partido concluyó con el resultado de siete goles a cero a favor de Portugal (cuatro a cero resultado al descanso), los goles fueron marcados por Paulo Alves, Paulo Almeida, Victor Hugo, L. Ferreira, Neves y Realista(2).
La medalla de Bronce fue para la selección de Argentina.
Esta ha sido la única vez (hasta 2009 inclusive) en que el Seleccionado Español no logró finalizar entre los 4 primeros en esta competencia desde su primera participación en 1947.

## Equipos participantes
De las 12 selecciones nacionales participantes del torneo, 6 son de Europa, 4 de América, 1 de África y 1 de Oceanía.

## Primera Fase
| Grupo A   | Grupo B        |
| Alemania  | Australia      |
| Angola    | Brasil         |
| Argentina | Chile          |
| España    | Países Bajos   |
| Italia    | Portugal       |
| Suiza     | Estados Unidos |

### Grupo A
| Equipo    | Pts | PJ | PG | PE | PP | GF | GC | Dif |
| --------- | --- | -- | -- | -- | -- | -- | -- | --- |
| España    | 10  | 5  | 5  | 0  | 0  | 34 | 5  | +29 |
| Italia    | 8   | 5  | 4  | 0  | 1  | 25 | 7  | +18 |
| Argentina | 5   | 5  | 2  | 1  | 2  | 14 | 6  | +8  |
| Alemania  | 4   | 5  | 2  | 0  | 3  | 12 | 28 | -16 |
| Suiza     | 2   | 5  | 1  | 0  | 4  | 6  | 31 | -25 |
| Angola    | 1   | 5  | 0  | 1  | 4  | 7  | 21 | -14 |

| España    | 2:1  | Argentina |
| Alemania  | 2:9  | Italia    |
| Suiza     | 3:2  | Angola    |
| Angola    | 1:8  | España    |
| Italia    | 11:1 | Suiza     |
| Argentina | 6:0  | Alemania  |
| Alemania  | 3:10 | España    |
| Angola    | 0:4  | Italia    |
| Suiza     | 1:5  | Argentina |
| Alemania  | 4:2  | Angola    |
| Argentina | 0:1  | Italia    |
| España    | 10:0 | Suiza     |
| Suiza     | 1:3  | Alemania  |
| Angola    | 2:2  | Argentina |
| Italia    | 0:4  | España    |

### Grupo B
| Equipo         | Pts | PJ | PG | PE | PP | GF | GC | Dif |
| -------------- | --- | -- | -- | -- | -- | -- | -- | --- |
| Portugal       | 10  | 5  | 5  | 0  | 0  | 38 | 5  | +33 |
| Estados Unidos | 8   | 5  | 4  | 0  | 1  | 23 | 16 | +7  |
| Brasil         | 5   | 5  | 2  | 1  | 2  | 18 | 9  | +9  |
| Países Bajos   | 5   | 5  | 2  | 1  | 2  | 14 | 16 | -2  |
| Chile          | 2   | 5  | 1  | 0  | 4  | 8  | 26 | -18 |
| Australia      | 0   | 5  | 0  | 0  | 5  | 7  | 36 | -29 |

| Australia      | 2:11 | Portugal       |
| Países Bajos   | 4:6  | Estados Unidos |
| Chile          | 0:6  | Brasil         |
| Brasil         | 8:0  | Australia      |
| Estados Unidos | 5:2  | Chile          |
| Portugal       | 6:1  | Países Bajos   |
| Países Bajos   | 3:2  | Brasil         |
| Australia      | 2:6  | Chile          |
| Estados Unidos | 1:8  | Portugal       |
| Australia      | 2:7  | Estados Unidos |
| Chile          | 0:2  | Países Bajos   |
| Brasil         | 1:2  | Portugal       |
| Estados Unidos | 4:0  | Brasil         |
| Países Bajos   | 4:1  | Australia      |
| Portugal       | 11:0 | Chile          |

## Fase final

### Puestos del 1 al 8
|  | Cuartos de final    | Cuartos de final    |                     |        | Semifinales  | Semifinales  |  |  | Final               | Final |
|  |                     |                     |                     |        |              |              |  |  |                     |       |
|  | 25 de julio de 1991 |                     |                     |        |              |              |  |  |                     |       |
|  |                     |                     |                     |        |              |              |  |  |                     |       |
|  | España              | 4                   |                     |        |              |              |  |  |                     |       |
|  | España              | 4                   | 26 de julio de 1991 |        |              |              |  |  |                     |       |
|  | Países Bajos        | 5                   |                     |        |              |              |  |  |                     |       |
|  | Países Bajos        | 5                   | Países Bajos        | 1(4)   |              |              |  |  |                     |       |
|  | 25 de julio de 1991 |                     | Países Bajos        | 1(4)   |              |              |  |  |                     |       |
|  |                     | Argentina           | 1(2)                |        |              |              |  |  |                     |       |
|  | Estados Unidos      | Argentina           | 1(2)                | 5(6)   |              |              |  |  |                     |       |
|  | Estados Unidos      |                     | 27 de julio de 1991 | 5(6)   |              |              |  |  |                     |       |
|  | Argentina           | 5(8)                |                     |        |              |              |  |  |                     |       |
|  | Argentina           | 5(8)                | Países Bajos        | 0      |              |              |  |  |                     |       |
|  | 25 de julio de 1991 |                     | Países Bajos        | 0      |              |              |  |  |                     |       |
|  |                     | Portugal            | 7                   |        |              |              |  |  |                     |       |
|  | Portugal            | Portugal            | 7                   | 8      |              |              |  |  |                     |       |
|  | Portugal            | 26 de julio de 1991 |                     | 8      |              |              |  |  |                     |       |
|  | Alemania            | 0                   |                     |        |              |              |  |  |                     |       |
|  | Alemania            | 0                   | Portugal            | 5      | Tercer lugar | Tercer lugar |  |  |                     |       |
|  | 25 de julio de 1991 |                     | Portugal            | 5      |              |              |  |  |                     |       |
|  |                     | Brasil              | 1                   |        |              |              |  |  |                     |       |
|  | Italia              | Brasil              | 1                   | 5      | Argentina    | 4            |  |  |                     |       |
|  | Italia              |                     |                     | 5      | Argentina    | 4            |  |  |                     |       |
|  | Brasil              | 6                   |                     | Brasil | 0            |              |  |  |                     |       |
|  | Brasil              | 6                   |                     |        | 0            |              |  |  |                     |       |
|  |                     |                     |                     |        |              |              |  |  | 27 de julio de 1991 |       |
|  |                     |                     |                     |        |              |              |  |  |                     |       |

|  | Eliminatoria del 5º al 8º | Eliminatoria del 5º al 8º |   |                     | 5º y 6º Puesto      | 5º y 6º Puesto |  |
|  |                           |                           |   |                     |                     |                |  |
|  |                           |                           |   |                     |                     |                |  |
|  | 26 de julio de 1991       |                           |   |                     |                     |                |  |
|  | España                    | 3                         |   |                     |                     |                |  |
|  | Estados Unidos            | 2                         |   |                     |                     |                |  |
|  |                           |                           |   |                     |                     |                |  |
|  |                           |                           |   |                     | 27 de julio de 1991 |                |  |
|  |                           |                           |   |                     | España              | 3              |  |
|  |                           | Italia                    | 4 |                     |                     |                |  |
|  |                           |                           |   |                     |                     |                |  |
|  |                           |                           |   |                     |                     |                |  |
|  |                           |                           |   |                     | 7º y 8º Puesto      |                |  |
|  | 26 de julio de 1991       | 26 de julio de 1991       |   | 27 de julio de 1991 | 27 de julio de 1991 |                |  |
|  | Alemania                  | 4                         |   | Estados Unidos      | 4(5)                |                |  |
|  | Italia                    | 9                         |   |                     | Alemania            | 4(4)           |  |

### Puestos del 9 al 12
| Equipo    | Pts | PJ | PG | PE | PP | GF | GC | Dif |
| --------- | --- | -- | -- | -- | -- | -- | -- | --- |
| Suiza     | 6   | 3  | 3  | 0  | 0  | 13 | 4  | +9  |
| Angola    | 3   | 3  | 1  | 1  | 1  | 7  | 6  | +1  |
| Chile     | 2   | 3  | 1  | 0  | 2  | 12 | 10 | +2  |
| Australia | 1   | 3  | 0  | 1  | 2  | 8  | 20 | -12 |

| Suiza  | 3:1  | Angola    |
| Angola | 3:0  | Chile     |
| Suiza  | 4:1  | Chile     |
| Suiza  | 6:2  | Australia |
| Angola | 3:3  | Australia |
| Chile  | 11:3 | Australia |

## Estadísticas

### Clasificación general
| 1. Portugal       |
| 2. Países Bajos   |
| 3. Argentina      |
| 4. Brasil         |
| 5. Italia         |
| 6. España         |
| 7. Estados Unidos |
| 8. Alemania       |
| 9. Suiza          |
| 10. Angola        |
| 11. Chile         |
| 12. Australia     |